# Berlin-Lichterfelde West
Berlin-Lichterfelde West (niem. Bahnhof Berlin-Lichterfelde West) – stacja kolejowa w Berlinie, w Niemczech, w dzielnicy Lichterfelde. Została wybudowana w latach 70. XIX wieku na linii kolejowej Berlin – Magdeburg i jest jedną z pierwszych podmiejskich stacji kolejowych w okolicy Berlina.
Dziś obsługuje lokalny ruch pasażerski S-Bahn na Wannseebahn. W latach 1947–1993 stacja była używana przez brygadę berlińską armii amerykańskiej.
Cały kompleks stacji z charakterystycznym budynkiem dworcowym w stylu toskańskiej willi jest zabytkiem.
Według DB Station&Service ma kategorię 4.

## Linie kolejowe
- Linia Berlin – Magdeburg
- Linia Wannseebahn
- Linia Zehlendorfer Eisenbahn(inne języki)